# Brug 1572
Brug 1572 is een bouwkundig kunstwerk in Amsterdam Nieuw-West.
De vaste brug is gelegen in de Baron Schimmelpenninck van der Oyeweg in de Osdorper Binnenpolder, die origineel alleen tot het Nieuwe Bijenpark liep. Het gebied was eeuwenlang agrarisch gebied, sinds 1816 vallend onder de gemeente Sloten. In 1921 annexeerde gemeente Amsterdam  grotendeels deze gemeente om woningbouw te plegen. Het zou echter tot in begin 21e eeuw duren voordat men dit gebied op de uiterste westelijke grens zou ontwikkelen. Eerder verschenen hier al volkstuincomplexen en genoemd Bijenpark. Bij de vroege ontwikkeling van het gebied werd die weg verlengd om andere complexen te ontsluiten. Bij de ontwikkeling tot wat de Tuinen van West zou worden moest de infrastructuur opnieuw aangepast worden. Met die ontsluiting moest rekening gehouden worden met de waterhuishouding in deze polder. Een waterweg komend vanuit het noordoosten naar het poldergemaal liep via een duiker onder dijk en weg door en werd vervangen door een brug over open water.
Wie de brug heeft ontworpen is vooralsnog niet bekend, maar deze kon flink aan het werk. Binnen het gehele gebied werd hetzelfde type brug gebouwd voor gelijksoortig verkeer. Genoemde weg is een doorgaande verkeersroute; daarvoor kwam een grotendeels betonnen brug, waarvan de stalen brugpijlers meest in de oevers staan. De brug heeft een stalen opbouw met daarop stalen balustrades waarop leuningen van staal en hout. Valruimten daarin worden verkleind door staalkabels. Alle bruggen van dit type hebben vier trapvormige constructies bij de pijlers annex jukken. De balustraden wijken enigszins naar buiten. Brug 1572 heeft een wegdek van asfalt.        